# 1567
1567 (MDLXVII) var ett normalår som började en onsdag i den julianska kalendern.

## Händelser

### Februari
- 3 februari – Svenskarna besegras av polackerna i slaget vid Runafer.

### Maj
- 24 maj – Erik XIV:s sinnessjukdom brister ut i full skala, då han utför Sturemorden. Han sticker ner Nils Svantesson Sture i fängelset på Uppsala slott, varefter hans drabanter även mördar Svante Sture den yngre och Erik Sture tillsammans med Abraham Gustafsson Stenbock och Ivar Ivarsson (Liljeörn). Då kungen sedan flyr från slottet sticker han också ner Dionysius Beurraeus, som var hans gamle lärare.
- Maj – Svenskarna går in i Norge och besätter Østlandet till Skiensfjorden. De bränner och plundrar men tvingas ge upp belägringen av Akershus utanför Oslo.

### Juli
- 13 juli – Erik XIV gifter sig i hemlighet med Karin Månsdotter.
- 24 juli – Maria I abdikerar som regerande drottning av Skottland, eftersom hon anser att det är omöjligt att styra landet, när den skotska adeln är alltför självständig och den dominerande religionen är kalvinism, medan hon själv är katolik. Hon flyr till England, där hon blir fängslad och sedermera avrättad för förräderi mot den engelska drottningen Elisabet I. Hon efterträds som kung av Skottland av sin 1-årige son Jakob VI, som vid Elisabets död 1603 även blir kung av England och Irland med namnet Jakob I.

### Oktober
- Oktober
  - Hertig Johan (III) med familj släpps ur fängelset av riksrådet, som regerar i den sinnessjuke kung Eriks ställe.
  - Daniel Rantzau leder ett härjningståg genom Halland, via Västergötland till Östergötland. Han låter plundra och bränna Jönköping, Vadstena och Alvastra samt går i vinterkvarter i Skänninge.[1]
- 31 oktober – Slaget vid Getaryggen i nordvästra Småland

### November
- November – Hertig Johan (III) får tillåtelse att vistas på Arboga kungsgård.
- 20 november – Svenskarna sätter eld på Linköping under kriget mot danskarna, och domkyrkan brinner.[1]

### December
- December – Söderköpingsborna sätter eld på sin egen stad, som därefter plundras av Daniel Rantzau.[1]
- 3 december – Norrköping bränns.[1]
- 28 december – Erik XIV:s och Karin Månsdotter giftermål proklameras officiellt.

### Okänt datum
- Mingdynastin häver det nästan tvåhundra år gamla förbudet att handla med omvärlden, vilket lade grunden för en omfattande handel mellan Kina och Sydostasien.[2]

## Födda
- 21 augusti – Frans av Sales, fransk teolog och kyrkolärare, helgon (1665).
- Svante Turesson Bielke, svensk friherre och riksråd samt rikskansler 1602–1609.
- Isabel Barreto, spansk sjöamiral, en av världens första kvinnliga amiraler.
- Milou Rossi, fransk kemist.
- Yodo-dono, inflytelserik japansk adelskvinna.

## Avlidna
- 10 februari – Henry Stuart, skotsk prinsgemål sedan 1565 (gift med Maria I) (mördad)
- 24 maj – Svante Sture d.y., svensk greve och friherre, riksmarsk från 1560 eller 1561 till 1564 (mördad av Erik XIV i Sturemorden).
- Jakob de Dacia, son till kung Hans.

### Fotnoter
1. 1 2 3 4  ”Värmlands brandhistoriska klubb”. Arkiverad från originalet den 12 oktober 2011. https://www.webcitation.org/62NB7kO36?url=http://www.brandhistoriska.org/olyckor_se.html. Läst 25 mars 2011.
2. ↑  Hans van de Ven, Breaking with the Past (Columbia, 2014), s. 309.